# Forces armées argentines
Les forces armées de la république d'Argentine (Fuerzas Armadas de la República Argentina ou FA en espagnol) ont pour commandant en chef le président de la nation argentine et dépendent du ministère de la défense. Elles sont composées par le Comité des chefs d’États-majors interarmées, l'armée de terre, la marine et la force aérienne. S'y ajoutent la gendarmerie nationale et la préfecture navale qui dépendent, elles, du ministère de l'intérieur. 
En 2010, les dépenses de défense en Argentine étaient de 3,2 milliards de dollars, soit 1,07 % du PIB du pays, en dessous de la moyenne sud-américaine pour la même période (1,74 %). En 2011, les effectifs étaient de 540 000 personnes incluant les troupes actives et de réserve.
Depuis les années 1930, l'armée argentine est à l'origine de nombreux coups d’État.

## Histoire
Les militaires des Provinces-Unies du Río de la Plata, dont une partie deviendra la Confédération argentine puis la république d'Argentine combattirent, de l'indépendance de leur pays jusqu'au années 1880, dans une longue série de guerres civiles. L'armée participe à des répressions très brutales des grèves ouvrières : la semaine tragique en janvier 1919, au cours de laquelle des centaines d'ouvriers grévistes sont assassinés, et la Patagonie rebelle en 1921, à l'issue de laquelle 1 500 ouvriers grévistes sont sommairement exécutés. 
Ils furent longtemps très influents dans la politique du pays et interrompirent souvent les gouvernements démocratiques. Les coups d'État militaires firent tomber les gouvernements démocratiques en 1930, 1943, 1955, 1962, 1966 et 1976. La dictature instaurée en 1976 sous le nom de processus de réorganisation national se maintint jusqu'en 1983. Elle justifia ses actions brutales et illégales (détention, torture, exécutions, disparitions, enlèvement d'enfants) en arguant du « terrorisme » présent pendant les décennies 1970 et 1980.
Sous les régimes militaires, plusieurs factions s'opposent au sein de l'armée quant à la conduite à tenir, notamment en matière de politique économique. Le coup d’État de 1976 est principalement mené par le camp des « Colorados », plus fortement libéraux et antipéronistes que les « Azules » très discrédités par l’échec du gouvernement issu du coup d’État de 1966. Le général Jorge Rafael Videla s'inspire des théories économiques de Milton Friedman. Néanmoins, l’augmentation du chômage et la chute du cours du pesos incitent le général Roberto Eduardo Viola, successeur de Videla, à revenir à un libéralisme économique plus modéré. 
En 1978, le refus argentin de l'arbitrage au profit du Chili d'un contentieux au sujet des îles Lennox, Nueva et Picton mit les deux pays au bord de la guerre. Le gouvernement militaire qui dirigeait le pays donna l'ordre aux forces armées d'occuper militairement les îles lors de l'« opération souveraineté » et du conflit du Beagle. Celui-ci fut résolu par une médiation du Pape Jean-Paul II et déboucha sur un traité de paix et d'amitié en 1984.
Durant les gouvernements de Carlos Menem et Fernando de la Rúa les relations avec le Chili s'améliorèrent et des solutions furent trouvées à presque tous les conflits territoriaux limitrophes.
Enfin, au retour de la démocratie en 1983, le format des forces armées d'Argentine fut réduit ainsi que les dépenses militaires. L'armée devint peu à peu plus professionnelle, jusqu'à la suppression de la conscription en 1985. L'embargo du gouvernement britannique prit fin en 1990. L'Argentine fut désignée en 1998 Alliée important hors OTAN par le président américain Bill Clinton. Les forces armées commencèrent une politique de coopération avec les forces armées brésiliennes et chiliennes.
Entre 1987 et 1990, des militaires d’extrême droite appelés Carapintadas se soulèvent pour porter un coup d’arrêt à la politique « antimilitariste » du « gouvernement gauchiste » de Raúl Alfonsín.
En 2012, sa marine et son aviation sont peu opérationnelles en raison du manque de ressources pour la formation et la maintenance. En effet, après la période de la dictature de la junte militaire, l'Argentine lance une politique de démilitarisation dans les années 1990. En 2017, son budget militaire est ainsi le plus faible de toute l'Amérique latine. Le politologue Rosendo Fraga explique : « L'Argentine consacre 0,9 % de son PIB à la défense. Sur ce 0,9 %, 85 % vont aux salaires et aux retraites, 12 % aux coûts de fonctionnement (essence, nourriture) et seulement 3 % pour le rééquipement. Le résultat est que 90 % de l'équipement de l'armée a été acquis il y a plus de trente ou cinquante ans et que nous avons un taux d'accidents supérieur à la normale », comme l'illustre la disparition d'un sous-marin argentin en novembre 2017.

## Interventions des forces armées
En dehors des missions de paix, les uniques conflits internationaux dans lesquels intervinrent les forces armées argentines depuis leur établissement officiel en 1853 sont la Guerre de la Triple Alliance (1865) et la Guerre des Malouines en 1982. 
Les forces armées collaborèrent lors de missions de paix de l'ONU à Chypre, en Yougoslavie, au Koweït, en Bosnie, en Libye et à Haïti. De 1999 à 2006, l'Argentine fut le seul État d'Amérique latine à maintenir ses troupes au Kosovo lors des opérations de la KFOR où les militaires argentins avaient intégré une brigade italienne.
À partir de l'an 2000, certains changements significatifs se produisirent : 
- L'immunité diplomatique fut retirée aux membres des forces armées des États-Unis ainsi qu'à 34 autres pays
- L'Argentine et le Brésil s'éloignèrent des États-Unis dans leurs politiques étrangères, en opposition à la politique interventionniste de ce pays.
- L'Argentine maintient une coopération militaire et de défense avec l'Allemagne, l'Espagne, les États-Unis, la France, l'Italie et Israël.

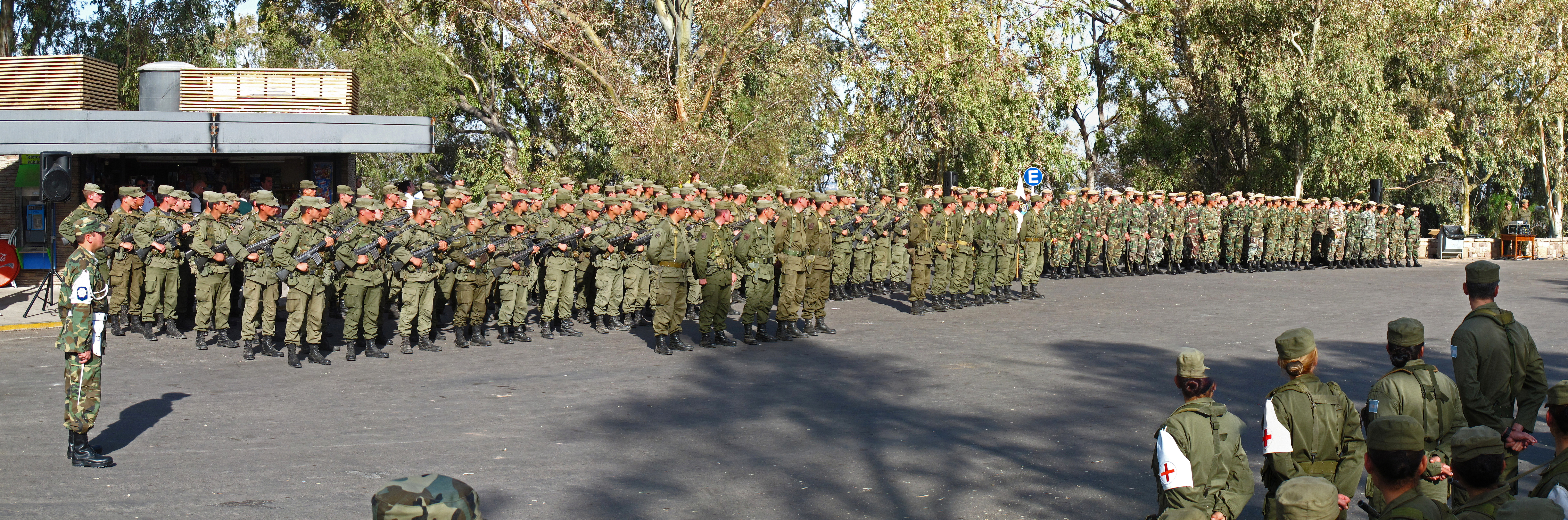
Les cadets des forces armées s'apprêtant à interpréter l'hymne national argentin

## Structure
La structure actuelle se fonde sur la loi de défense nationale no 23554 approuvée en 1988 et relative à la modernisation de la doctrine des forces armées. Elle a pour objectif de définir le rôle de l'armée vis-à-vis de la société civile et des autres institutions de l'État, permettant que celles-ci puissent être utilisées en cas d'agressions étrangères en réduisant la hiérarchie et en centralisant les décisions.